# Entre Calais et Douvres
Entre Calais et Douvres je francouzský němý film z roku 1897. Režisérem je Georges Méliès (1861–1938). Film byl natočen na zahradě jeho domu v Montreuil ve Francii. Do roku 2008 byl považován za ztracený. Datum premiéry filmu není známo.
Motiv lodi se objevil i ve snímku Combat naval en Grèce. V obou případech se nehýbala „loď“ ale kamera.

## Děj
Parník s názvem Robert-Houdin Star Line zastihne při cestě z přístavu Calais do přístavu Dover v Lamanšském průlivu divoké počasí, které způsobuje pasažérům problémy. Nahoře na lodním můstku vše sleduje kapitán lodi.